# Ali Belhocine
Pour les articles homonymes, voir Belhocine.
Pas d'image ? Cliquez ici

a Compétitions nationales et continentales officielles uniquement.

b Matchs officiels uniquement.
Dernière mise à jour le 28 octobre 2010.
Ali Belhocine, né le 27 juillet 1982, est un joueur de rugby à XV qui évolue au poste de troisième ligne aile au sein de l'effectif du CA Saint-Etienne.

## Carrière
- -2001 : ASVEL rugby
- 2001-2003 : Lyon OU (Pro D2)
- 2003-2006 : CS Lédonien (Fédérale 1)
- 2006-2007 : Domont (Fédérale 1)
- 2007-2010 : RC Chalon (Fédérale 1)
- 2010-2011: CA Saint-Étienne (Pro D2)

|       | Club             | Competition                    | Pts | J. | Tit. | E. | P. | Dp. | Tr. | Min. |
| 10/11 | Saint-Etienne    | Pro D2                         | -   | 8  | 7    | -  | -  | -   | -   | 458  |
| 09/10 | Chalon-sur-Saône | Federale 1 - Trophée Jean Prat | -   | 3  | -    | -  | -  | -   | -   | 55   |
| 09/10 | Chalon-sur-Saône | Federale 1                     | 15  | 8  | 5    | 3  | -  | -   | -   | 372  |
| 08/09 | Chalon-sur-Saône | Federale 1 - Trophée Jean Prat | -   | 10 | 8    | -  | -  | -   | -   | 615  |
| 08/09 | Chalon-sur-Saône | Federale 1                     | -   | 13 | 10   | -  | -  | -   | -   | 711  |
| 07/08 | Chalon-sur-Saône | Federale 1 - Trophée Jean Prat | -   | -  | -    | -  | -  | -   | -   | -    |
| 07/08 | Chalon-sur-Saône | Federale 1                     | -   | 2  | 2    | -  | -  | -   | -   | 148  |
| 06/07 | Domont           | Federale 1 - Trophée Jean Prat | 5   | 4  | 3    | 1  | -  | -   | -   | 221  |
| 06/07 | Domont           | Federale 1                     | -   | 11 | 4    | -  | -  | -   | -   | 360  |

## Palmarès
- Championnat de France de Fédérale 1 :  2002 avec Lyon
- Demi-Finaliste du championnat de France avec RC Chalon

- 2007 : Participation au premier match de la sélection face à la Tunisie (victoire 8-7)[2].